# Ilog-Hilabangan Watershed Forest Reserve
Der Ilog-Hilabangan Watershed Forest Reserve liegt auf der Insel Negros, Philippinen. Das kombinierte Wasser- und Waldschutzgebiet wurde am 28. Juni 1990 in der Provinz Negros Occidental eingerichtet. Das Naturschutzgebiet umfasst ein Gebiet 10.211 Hektar, das im Inland der Stadtgemeinden Himamaylan City und Kabankalan City liegt. Es liegt im Einzugsgebiet des Ilog-Rivers, im Quellgebiet des Hilabangan-Rivers, in einem zerklüfteten Bergland dessen Gipfel bis über 1.000 Meter über dem Meeresspiegel reichen. 
Im Naturschutzgebiet kommen ca. 108 verschiedene Arten von Bäumen vor, darunter der Almon (Shorea almon), Apitong (Dipterocarpus grandiflorus), Bagtikan (Parashorea malaanonan), Red Lauan (Shorea negronensis), While Lauan (Shorea contorta), und der Tanguile (Shorea polysperma). Der Regenwald gibt es ca. 190 Arten weiterer Pflanzen darunter zahlreiche Kräuter und Buschgewächsen. Von der Avifauna wurden 65 Arten von Vögeln im Naturschutzgebiet beschrieben, darunter 63 im Gebiet brütende Arten. Zugvögel die das Gebiet nutzen sind die Rauchschwalbe (Hirundo rustica) und der Braunwürger (Lanius cristatus). Sehr seltene und von der IUCN als gefährdete Vögel sind der Blaunackenpapagei (Tanygnathus lucionensis), Tariktik-Hornvogel (Penelopides panini) und der Panayhornvogel (Aceros waldeni).
Es kommen ca. 10 Arten Säugetiere im Gebiet vor, unter anderem das Visayas-Pustelschwein (Sus cebifrons) und der Prinz-Alfred-Hirsch (Cervus alfredi). Weiterhin stellt es die Heimat von fünf Arten aus der Gattung der Flughunde dar, darunter der Goldkronen-Flughund (Acerodon jubatus). Von diesen sind drei Arten endemisch auf den Philippinen. Verschiedene Reptilien und Amphibien treten ebenfalls im Naturschutzgebietes auf, darunter der Netzpython  (Python reticulatus), Dasia smaragdyna, Gecko gecko, der Gemeine Flugdrache (Draco volans) und der Platymanthis dorsalis, ein Froschlurch.